# Calonotos trinitatis
Calonotos trinitatis là một loài bướm đêm thuộc phân họ Arctiinae, họ Erebidae.